# Saiza Nabarawi
Saiza Nabarawi, también escrito Cesa Nabarawi (nombre de nacimiento: Zainab Murad, 31 de enero de 1897-1985), fue una periodista y feminista egipcia. Fue redactora jefa de la revista L'Égyptienne, publicación de la Unión Feminista Egipcia, organización de la que fue cofundadora junto a Huda Sha'arawi.  Defendió posiciones antiimperialistas, apoyó el movimiento de países no alineados, defendió los derechos humanos en Palestina y los derechos de las mujeres. En 1923 fue especialmente conocida por la acción de quitarse el velo para protestar contra la ocupación británica en 1919 y en manifestaciones no violentas en marzo de 1923. Se considera que pudo haber sido la primera mujer egipcia en utilizar la palabra francesa féministe en su acepción moderna.

## Biografía

### Primeros años
Saiza Nabarawi recibió originalmente el nombre de Zainab Murad, su familia era de orígenes turcos. Fue adoptada por Adila Nabarawi, una pariente lejana, y llevada a París para recibir educación.
Asistió a una escuela conventual en Versalles y posteriormente estudió en el instituto Saint Germain des Près en París. Cuando regresó a su país natal, continuó su educación en un colegio francés, Les Dames de Sion, en Alejandría. Cuando su madre adoptiva se suicidó, los padres biológicos de Nabarawi, Muhammad Murad y Fatma Hanim la reclamaron. Ella los rechazó y decidió vivir con sus abuelos maternos. Huda Sha'arawi, una amiga de su madre adoptiva, posteriormente la tomó bajo su protección durante su adolescencia temprana y la ayudó a convertirse en una activista de voluntad firme.

### Carrera
Un gran acto de desafío tuvo lugar en su vida cuando su abuelo insistió en que usara el velo árabe tradicional y ella se negó; en lugar de eso, usó una gorra de béisbol. Sin embargo, Huda Sha'arawi la convenció de usar el velo. Posteriormente, en 1923, regresando de la conferencia de la Alianza Internacional de Mujeres Sufragistas en Roma, ella y Sha'arawi se quitaron el velo en público, en una estación de tren. Esta acción fue muy publicitada y ciertos medios imaginaron que las dos amigas habían lanzado sus velos al mar. Dado que únicamente las mujeres de clase media y alta usaban el velo, el gesto no tuvo peso para las campesinas, pero aun así el velo implicaba la pasividad y la falta de participación de las mujeres en Egipto.
Nabarawi escribió un artículo titulado «Double Standard» con motivo de su exclusión de la tercera convocatoria del parlamento en marzo de 1925. Allí menciona que, pese a la independencia de Egipto, no se le permitió acceder al parlamento, y destaca que las esposas de los generales importantes asistieron a la audiencia, mientras que a ella, editora de un periódico exitoso, no fue invitada.

### Unión Feminista de Egipto
Nabarawi y Sha'arawi fundaron la Unión Feminista Egipcia, que abogaba por los derechos políticos de las mujeres egipcias. Esta asociación publicaba L'Egyptienne, que Nabarawi editaba. Allí publicó artículos que recomendaban acabar con la poligamia y promover la independencia económica del país. Tras la muerte de Sha'arawi, fue elegida presidente de la Unión Feminista. Ella también creó el Comité Popular de Resistencia de la Mujer y dedicó su vida al activismo feminista: asistió a conferencias internacionales sobre el tema y habló en muchas ocasiones sobre la igualdad de género. Su actividad en estas dos organizaciones acabó cuando el gobierno del presidente Gamal Abdel Nasser hizo que se disolvieran todos los grupos feministas de izquierda.
Uno de los mentores de Nabarawi, Saad Zaghloul, tenía preferencia por el uso del velo de una forma muy poco ortodoxa: como una bufanda. Sus opiniones describen el pasaje al uso del velo hacia su desaparición, algo de lo que Nabarawi fue parte. De hecho, el político le sugirió a Safia Zaghloul que abandonara la tradición del velo inspirándose en Huda Sha'awari y en Nabarawi.